# Brachypterygius
Brachypterygius (có nghĩa là sải cánh rộng / mái chèo trong tiếng Hy Lạp) là một chi tuyệt chủng của platypterygiine ophthalmosaurid ichthyizard được biết đến từ cuối kỷ Jura của Anh. Các loại ban đầu được mô tả và đặt tên là Ichthyosaurus extremus bởi Boulenger vào năm 1904. Brachypterygius được Huene đặt tên vào năm 1922 ứng với chiều rộng và độ ngắn của thân trước, và do đó loài có tên chính thức là Brachypterygius extremus. Kiểu mẫu của B. extremus ban đầu được cho là của Lias Group of Bath, Vương quốc Anh, nhưng các mẫu vật khác cho thấy nhiều khả năng nó đến từ Kimmeridgian Kimmeridge Clay (Kỷ Jura muộn) của Vịnh Kimmeridge, Dorset, Vương quốc Anh.
Brachypterygius có liên quan chặt chẽ với Platypterygius và Caypullisaurus.

## Đặc điểm
Brachypterygius là một loài ichthyizard có kích thước nằm trong khoảng từ trung bình đến lớn, với chiều dài hộp sọ nằm trong khoảng từ 0,5 đến 1,2 m. Mõm dài, là đặc trưng của ichthyizards, với hàm răng to và khỏe hơn và mắt tương đối nhỏ hơn Ophthalmosaurus. Basioccipital có vùng ngoại bào rất hẹp. Chân trước có thể có năm hoặc sáu ngón, với số lượng đốt ngón tối đa nằm trong khoảng từ 8 đến 16. Một đặc điểm đặc trưng chính là ba mặt khớp, theo giải phẫu học là ở đầu cuối xương cánh tay; với khớp giữa là nhỏ nhất và khớp nối với chất trung gian, phân tách rõ ràng Brachypterygius với Ophthalmosaurus, ichthyizard kỷ Jurassic muộn phổ biến nhất.